# Love & Truth
Love & Truth is de elfde single van singer-songwriter YUI. Love & Truth is de titelsong van de film Closed Note met Erika Sawajiri in de hoofdrol. Love & Truth bereikte net als My Generation/Understand de eerste plek van de oricon-hitlijst.
Love & Truth is een melancholieke ballad met metaforische teksten. B-kant Jam is een vrolijker rocknummer over punkmuziek.